# 瓦萊麗·瓦斯
瓦莱丽·瓦斯（1954年12月7日—）是一位英國政治人物及律師。2010年起進入英國下議院，2016年起成為影子下議院領袖。